# Paralabuntsovite-Mg
La paralabuntsovite-Mg è un minerale.